# Firmin Deprez

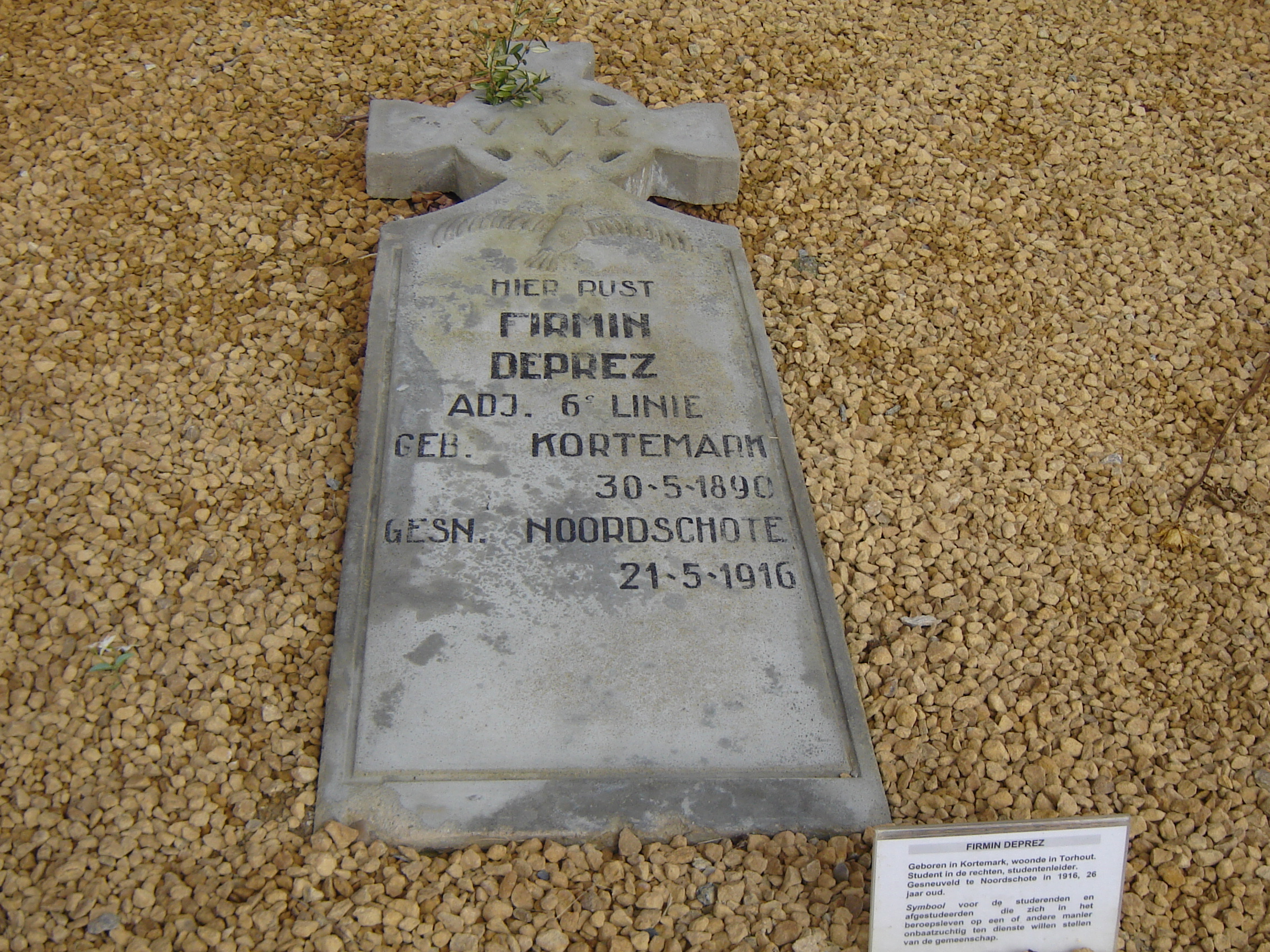
Heldenhuldezerkje van Firmin Deprez in de crypte van de IJzertoren

Firmin Deprez (Kortemark, 30 mei 1890 – Noordschote, 21 mei 1916) was een bekende Belgische studentenleider en soldaat die sneuvelde tijdens de Eerste Wereldoorlog. Hij geldt als een van de IJzersymbolen van de Vlaamse Beweging.

## Levensloop
In zijn kinderjaren woonde hij met zijn ouders en broer in Kortemark. Wanneer zijn moeder tijdens een derde zwangerschap overleed, verhuisde het gezin naar Torhout waar zijn vader kolenhandelaar werd. Twee jaar van zijn middelbaar bracht Firmin door in het Sint-Josephsgesticht (nu het Sint-Jozefscollege). De tweede en derde graad volgde hij, op aanraden van een priesterleraar, in het Klein Seminarie in Roeselare.
In augustus 1904 werd hij lid van de Torhoutse Studentenbond. Dit was een verbroedering tussen Torhoutse studenten die de Vlaamse taal en Vlaamse zeden wilden in ere houden. Via studentenverenigingen en opkomende jeugdbeweging bereidde men de jongeren voor op een actieve inzet in de Vlaamse Beweging. Vanaf 1907 ging Firmin Deprez meer en meer op de voorgrond treden. Hij hield lezingen uit Vlaamse boeken en voordrachten over de Vlaamse taal. Zo bewees hij aan de ouderen dat hij ernstig met de Vlaamse zaak bezig was. Hij nam meer en meer taken op zich en ook zijn aanzien groeide buiten de stadsgrenzen.
In 1871 hadden de Pauselijke Zoeaven de Westvlaamsche Pauselijke Soldatenmaatschappij opgericht, waar nu ook Firmin Deprez lid van werd. Hij klom op tot luitenant, wat heel wat eerbied afdwong bij medestudenten én buitenstaanders.

## Leuven
In oktober 1910 schreef Firmin zich in aan de faculteit wijsbegeerte en letteren van de Katholieke Universiteit Leuven. Daar engageerde hij zich in verschillende verenigingen telkens met een knipoog naar het Vlaams. In de studentenkring Amicitia, die aan godsdienstzin en aan een hoogstaand cultureel leven veel aandacht schonk, werd zijn Vlaamse gezindheid nog meer aangewakkerd. 

## Oorlog
Wanneer de oorlog voor de deur stond sprak hij met zijn broeders af dat ze hun geloofsovertuiging voor niets of niemand zouden verloochenen. Na heel wat ellende te hebben gezien en na lang wikken en wegen bood Firmin Deprez zich in juni 1915 aan als soldaat te Octeville (bij Cherbourg). Na een opleiding in Bayeux werd hij als sergeant ingezet. Hij hield er de gewoonte op na om na een strijddag de Vlaamse studenten bijeen te roepen en ze in een vergadering wat op te monteren. Ook werkte hij mee aan De Belgische Standaard. Na bijna een jaar aan het front te hebben gestreden werd Firmin Deprez gedood tijdens een nachtexpeditie.
Zijn stoffelijke resten werden samen met die van negen andere frontsoldaten bijgezet in de crypte van de IJzertoren in Diksmuide.

## Eerbetoon
Een aantal straten zijn naar Deprez vernoemd:
- in Diksmuide en in Kortemark: de Firmin Deprezstraat,
- in Edegem en in Kortrijk: de Firmin Deprezlaan.
- in Torhout werd jarenlang een parking naar Firmin Deprez genoemd. De parking werd in 2022 hernoemd tot 'parking Blekerij', zeer tegen de zin van de lokale N-VA-afdeling.